# بغلم کن (ترانه لورا برانیگن)
«بغلم کن» تک‌آهنگی از هنرمند اهل ایالات متحده آمریکا لورا برانیگن است که در سال ۱۹۸۵ میلادی منتشر شد.